# Юзеф Шайна
Ю̀зеф Ша̀йна (на полски: Józef Szajna) е полски художник, сценограф и режисьор.

## Биография

### Ранни години
Роден е на 13 март 1922 г. в Жешов. В годините на Втората световна война участва в полската съпротива. Арестуван е и е изпратен в концентрационните лагери Аушвиц и Бухенвалд. Лагерните преживявания оставят траен отпечатък върху неговото творчество.
След войната следва в краковската Академия за изящни изкуства. Получава диплома за графика (1952) и сценография (1953). От 1954 г. преподава в своята алма матер, а от 1972 г. – в Академията за изящни изкуства във Варшава.

### Кариера в театъра
Веднага след като се дипломира, Шайна започва активна професионална кариера. От 1955 до 1966 г. работи като сценограф, а по-късно и директор на театър Нова Хута, в чието основаване участва. Подготвя сценографията към спектаклите „За мишките и хората“ на Дж. Стайнбек, „Задушница“ на А. Мицкевич, „Сън в лятна нощ“ на У. Шекспир. През 1962 г. подготвя съвместно с Йежи Гротовски „Акрополис“ на Ст. Виспянски, като включва в сценографията редица препратки към действителността в концентрационните лагери.
През 1971 г. поема ръководството на Варшавския класически театър и го преименува в Център за изкуство Студио „Ст. И. Виткевич“. Там подготвя своите авторски спектакли: „Реплика ІV“ (1973), „Данте“ (1974), „Сервантес“ (1976), „Маяковски“ (1977). Творбите му се определят като театър на паниката и представят кризата на идентичността в следвоенното, механизирано общество, което не успява да се отърси от преживяването на Холокоста. Развива „пластичния театър“, в който централна роля играе пластичният знак: усложнената сценография, гротесково хиперболизираният реквизит. Съчетава литературния текст с личните рефлексии и организацията на сценичното пространство с изключително експресивната актьорска игра.

### Пластични изкуства
Шайна успоредява кариерата си в театъра с експерименти в областта на визуалните изкуства. Реализира десетки индивидуални изложби в цял свят, участва в колективни проекти, свързани с театралния плакат и сценографията. Представя Полша на международното биенале във Венеция (1970 и 1990) и Сао Пауло (1979, 1989). Неговата живопис и скулптура също са силно повлияни от лагерния опит. Използва техниките на колажа и формите informel, при които включва готови предмети в творбата. Сред най-известните му композиции са „Стъпала към небето“, представяща стълба, по която се изкачват празни обувки, и цикълът „Реминисценции“ – поредица от силуети, покрити с обувки, лагерни униформи и снимки. През 2006 представя проекта, а през 2007 г. полага основния камък под Могилата на паметта и единството в Аушвиц.

### Смърт
Умира във Варшава на 24 юни 2008 г. Погребан е на Повонзковското гробище.